# Capedulia xeroclei
Capedulia xeroclei är en spindeldjursart som beskrevs av Edward A. Ueckermann och Tiedt 1999. Capedulia xeroclei ingår i släktet Capedulia och familjen Tenuipalpidae. Inga underarter finns listade.